# Lovprisningen (1976)
Lovprisningen är skriven 1976 och musiken är hämtad från ett Kyrie från Bjuråkerhandskriften. Den är ett moment i den kristna mässan som heter Lovprisningen.

## Publicerad i
- Gudstjänstordning 1976, del II Musik.
- Den svenska kyrkohandboken 1986 under Lovprisningen.